# Oh No!
Oh No! è un singolo della cantante gallese Marina and the Diamonds pubblicato il 2 agosto 2010 dall'etichetta discografica 679 Recordings, estratto dall'album The Family Jewels.

## Tracce
EP (iTunes)
1. Oh No! — 3:03
2. Oh No! (Active Child Remix)
3. Oh No! (Grum Remix)
4. Oh No! (Steve Pitron & Max Sanna Remix)
5. Oh No! (Jaymo & Andy George's Moda mix)

CD singolo
1. Oh No! — 3:03
2. Starstrukk — 5:04

7"
1. Oh No! — 3:03
2. Oh No! (Active Child Remix)

## Classifiche
| Classifica (2010) | Posizione massima |
| ----------------- | ----------------- |
| Regno Unito       | 38                |